# Creed: Apollo fia
A Creed: Apollo fia (eredeti cím: Creed) 2015-ös amerikai sport-dráma, melyet Ryan Coogler rendezett, illetve a forgatókönyvét is ő írta, Aaron Covingtonnal közösen. A Rocky-sorozat folytatásaként és spin-off-jaként elkészült film szereplője Michael B. Jordan, Sylvester Stallone, Tessa Thompson, Phylicia Rashad, Tony Bellew, és Graham McTavish.
A Creed forgatása 2015. január 19-én kezdődött Liverpoolban, majd Philadelphiában, Rocky Balboa szülővárosában folytatódott.
Az Amerikai Egyesült Államokban 2015. november 25-én mutatták be (az 1976-os Rocky-film nyitójelenetének negyvenedik évfordulóján), Magyarországon 2016. január 21-én került a mozikba, a Fórum Hungary forgalmazásában.
A Rocky-sorozat hetedik részeként és a Rocky Balboa folytatásaként a Creed pozitív értékeléseket kapott a kritikusoktól, akik a sorozat egyik legjobb részének tartották a filmet. Alakításáért Stallone Oscar-díj jelölést kapott, mint legjobb férfi mellékszereplő (az első Rocky-film óta először jelölték a színészt Oscarra), valamint számos egyéb díjat és jelölést is elnyert, köztük a legjobb férfi mellékszereplőnek járó Golden Globe-díjat.
A film sikere után felmerült egy folytatás elkészítésének lehetősége, amelyet Stallone is megerősített.

## Cselekmény
1998-ban Adonis „Donnie” Johnson (Michael B. Jordan) – az elhunyt egykori nehézsúlyú ökölvívó-világbajnok, Apollo Creed házasságon kívül született tizenéves fia – édesanyja halála óta egy Los Angeles-i nevelőintézetben tartózkodik, ahol gyakran keveredik verekedésekbe. Apollo özvegye, Mary Anne Creed (Phylicia Rashad) meglátogatja őt és mesél neki férjéről, Donnie vér szerinti apjáról (aki a fiú születése előtt meghalt) és magához veszi Donnie-t.
Tizenhét évvel később Donnie – előléptetése ellenére – otthagyja állását egy biztosító cégnél, hogy megvalósítsa álmát és profi bokszoló legyen. Mary Anne hevesen tiltakozik ez ellen, mert emlékszik rá, hogy férje hogyan halt meg harminc évvel korábban a ringben. A fiú megpróbál beiratkozni egy elit Los Angeles-i bokszterembe, de visszautasítják. Az elszánt Donnie ezután elutazik Philadelphiába annak reményében, hogy kapcsolatba kerülhet apja régi barátjával és riválisával, a korábban szintén nehézsúlyú világbajnok Rocky Balboával (Sylvester Stallone).
Donnie rá is talál a visszavonult bokszolóra és megkéri őt arra, hogy legyen az edzője. Rocky eleinte vonakodik a feladattól, miután előrehaladott életkora és pályafutása során szerzett agysérülése ellenére korábban már visszatért egy rövid időre a bokszhoz, de amikor a fiú megkérdezi azt, hogy ő vagy Apollo Creed nyerte a kettejük közötti harmadik, nem publikus küzdelmet (elárulja neki, hogy Apollo), elvállalja annak edzését, mert rájött arra, hogy az ifjú valójában elhunyt barátjának a fia. A felismerés után mester és tanítványa között barátság alakul ki, így Donnie hamarosan Rockyhoz költözik és megegyeznek abban is, hogy a fiú titkát senkinek sem árulják el. Donnie a helyi edzőteremben készülve találkozik Rocky jelenleg edzőként és ringsegédként tevékenykedő régi barátaival, valamint megismerkedik szomszédjával, az énekes-dalszövegíró karrierjét beindítani próbáló Biancával (Tessa Thompson), akivel egymásba szeretnek.
Az immár „Hollywood Donnie” néven ismert ökölvívó legyőzi a helyi illetőségű Leo Sporinót, ám nem sokkal később – Rocky egyik segédedzőjének hála – elterjed a híre, hogy valójában ő Apollo Creednek a fia. Balboa nem sokkal az eset után telefonhívást kap Tommy Holidaytől, a jelenlegi nehézsúlyú világbajnok és börtönbüntetés miatt hamarosan visszavonulásra kényszerülő „Csini” Ricky Conlan menedzserétől. Felajánlják, hogy Donnie lehet a bajnok utolsó ellenfele (mivel Conlan az eredeti kihívóját a meccs előtti sajtótájékoztatón kiütötte, így ellenfél nélkül maradt) – feltéve, ha nevét „Hollywood Donnie” Creed-re változtatja. Donnie eleinte nem lelkesedik az ötletért, mert ki akar lépni apja árnyékából, de végül elfogadja a feltételt.
A fiú edzése közben Rocky megtudja, hogy non-Hodgkin limfómája (a nyirokrendszert érintő daganatos megbetegedése) van. Nem akar kemoterápiára menni, mert annak idején petefészekrákban elhunyt feleségén, Adrianen sem segített a kezelés. A diagnózis, valamint az a tény, hogy a hozzá közel álló emberek – feleségén kívül a legjobb barátja és sógora, Paulie, valamint edzője, Mickey és régi vetélytársa, Apollo is évek óta halottak – arra kényszeríti Rockyt, hogy szembenézzen saját halandóságával. Megrendült edzőjét látva Donnie arra ösztönzi Rockyt, hogy mielőbb kezeltesse a betegségét.
Donnie és Conlan meccsére a bajnok szülővárosában, Liverpoolban, a Goodison Parkban kerül sor. Számos párhuzam van a meccs, valamint Rocky és Apollo negyven évvel korábbi, első küzdelme között: Donnie a meccs előtt ajándékot kap Marie Anne-től, egy amerikai zászló mintájú rövidnadrágot, amilyet apja, majd később Rocky is viselt a mérkőzésein. Továbbá, szinte mindenki meglepődésére, Donnie végigállja az összes menetet a bajnok ellen és az utolsó menetben padlóra is küldi őt, ami annak pályafutása során először történik meg. Conlan megosztott pontozással győz és megvédi bajnoki címét (ahogyan Apollo is annak idején Rocky ellen), de Donnie elnyeri a korábban ellenséges és lekezelő riválisa, valamint a nézőközönség elismerését is.
A film végén Donnie és a még erőtlen, de javuló egészségű Rocky felsétál a Philadelphia Szépművészeti Múzeum lépcsőin, amelyeken annak idején Rocky is edzett.

## Szereplők
| Szerep                             | Színész                     | Magyar hang      |
| ---------------------------------- | --------------------------- | ---------------- |
| Adonis „Donnie” Johnson Creed      | Michael B. Jordan           | Szabó Máté       |
| Adonis „Donnie” Johnson Creed      | Alex Henderson (gyerekként) | Boldog Gábor     |
| Rocky Balboa                       | Sylvester Stallone          | Gesztesi Károly  |
| Bianca Taylor                      | Tessa Thompson              | Czető Zsanett    |
| Mary Anne Creed                    | Phylicia Rashad             | Andresz Kati     |
| „Csini” Ricky Conlan               | Tony Bellew                 | Varga Gábor      |
| Tommy Holiday, Conlan menedzsere   | Graham McTavish             | Törköly Levente  |
| Tony „Little Duke” Evers segédedző | Wood Harris                 | Zöld Csaba       |
| Danny „Kaszkadőr” Wheeler          | Andre Ward                  | Kossuth Gábor    |
| Leo „Az oroszlán” Sporino          | Gabriel Rosado              | Előd Álmos       |
| Pete Sporino, Leo apja             | Ritchie Coster              | Kőszegi Ákos     |
| önmaga (ringsegéd)                 | Jacob „Stitch” Duran        | Cs. Németh Lajos |
| HBO 24/7 bemondó (hangja)          | Liev Schreiber              |                  |
| önmaga (mérkőzésbemondó)           | Michael Buffer (cameo)      | Vass Gábor       |

## Produkció

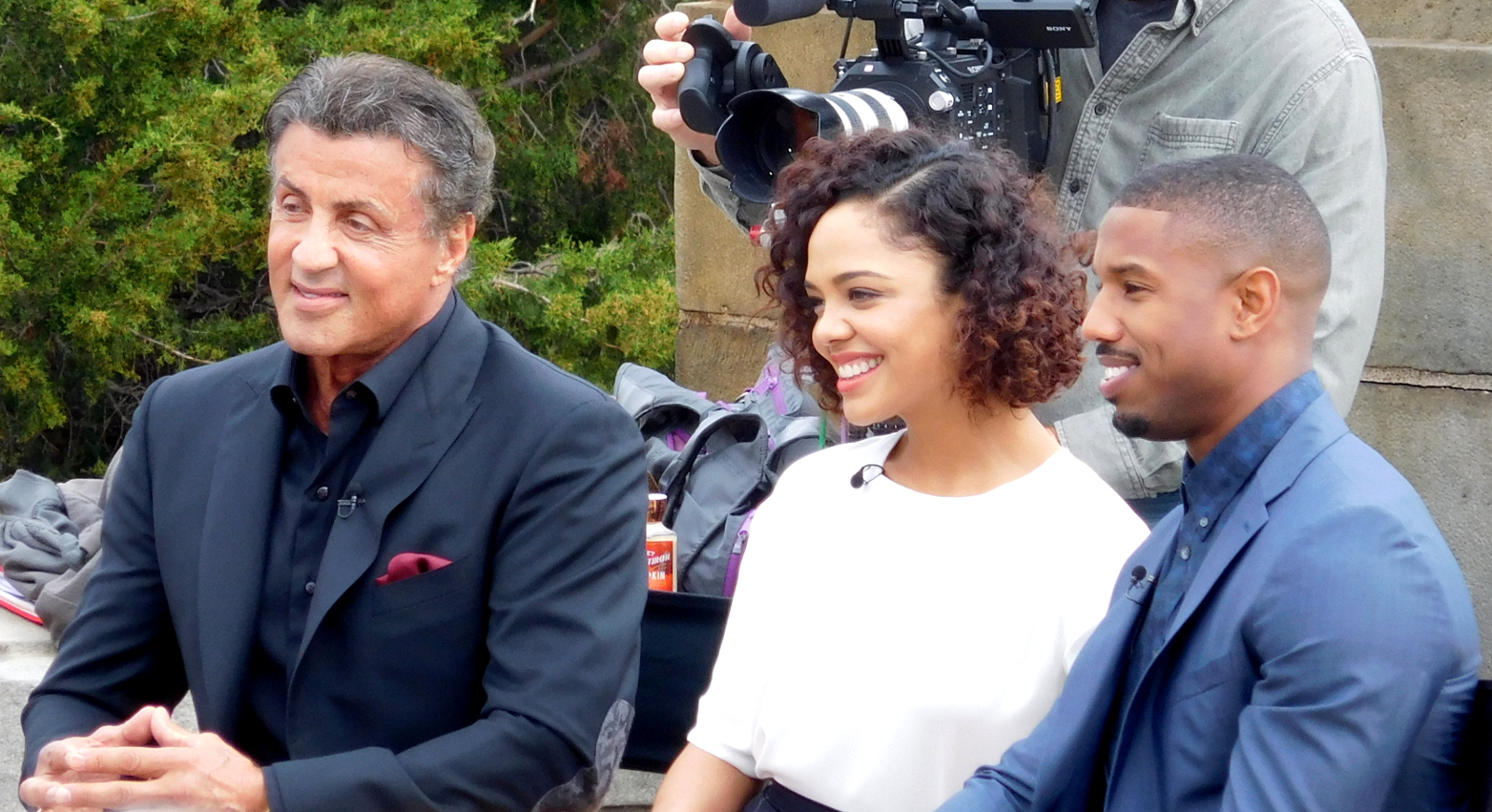
Stallone, Thompson és Jordan a philadelphiai Rocky-lépcsőkön promotálja a filmet, 2015 novemberében

### Előkészületek
2013. július 24-én jelentették be, hogy az MGM szerződtette Ryan Cooglert egy Rocky spin-off megrendezésére, melynek Coogler a forgatókönyvírója is, Aaron Covingtonnal közösen. Stallone szintén dolgozott egy hetedik Rocky-film forgatókönyvén. A film egy fiatal férfiről szólt, aki elhunyt apja (egy korábbi változatban még nagyapja), Apollo Creed nyomdokaiba lép és mentort szerez a már visszavonult Rocky Balboa személyében. Adonis Creed szerepét Michael B. Jordan kapta meg, Stallone pedig ismét Rocky bőrébe bújt. Az első film producerei, Irwin Winkler és Robert Chartoff ismét vállalták a produceri feladatot, Stallonéval és Kevin King-Templetonnal közösen. 2014. április 25-én Coogler elmondta a The Hollywood Reporternek, hogy elküldte a stúdiónak a legújabb terveket, valamint megerősítette Jordan és Stallone részvételét a filmben.

### Szereplőválogatás
2014. november 10-én a valóságban szintén bokszoló Tony Bellew és Andre Ward csatlakozott a projekthez; Bellew „Csini” Ricky Conlant, Creed legfőbb filmbeli ellenfelét alakítja. A forgatás kezdetét 2015 januárjára tűzték ki, Las Vegasban és Philadelphiában. December 16-án Tessa Thompson női főszereplőként csatlakozott a szereplőgárdához. 2015. január 8-án bejelentették, hogy Phylicia Rashad is szerepelni fog, mint Mary Anne Creed, Apollo özvegye. január 21-én Graham McTavish a Twitteren osztotta meg követőivel, hogy színészként ő is részt vesz a film elkészítésében.
Jordan majdnem egy éven át szigorú edzéstervet és étrendet követett, hogy formába hozza magát a bokszolói szerepre. Mivel a forgatás során nem volt dublőre, a küzdelmi jelenetekben ő maga vett részt, valódi ütéseket váltva hivatásos bokszolókkal, amely számos kisebb sérüléssel járt a számára.

### Forgatás
A forgatás 2015. január 19-én kezdődött Angliában; az első jelenetet a liverpooli Goodison Parkban, az angol labdarúgó-bajnokság első osztályának egyik mérkőzésének félidejében vették fel. Később a Goodison Park lett Donnie és Conlan filmbeli mérkőzésének helyszíne (érdekesség, hogy a Conlant alakító Bellew 2016 májusában itt vívta címvédő meccsét Ilunga Makabu ellen, amely az első szabadtéri bokszmeccs volt Liverpoolban 1949 óta).
Philadelphiában szintén forgattak jeleneteket. Február elején egy üres philadelphiai üzletből boksztermet alakítottak ki, ahol bizonyos edzőjeleneteket leforgattak, valamint egy helyi boksztermet is felújítottak és átalakítottak Mickey edzőtermének jeleneteihez. Februárban a stábot a The Victor Cafe nevű étteremben látták forgatni, az étteremből alakították ki Rocky Adrian's elnevezésű filmbeli olasz éttermét.

### Zene
A Creed instrumentális háttérzenéjét a svéd Ludwig Göransson komponálta; Bill Conti (Rocky I, II, III, V és Rocky Balboa) és Vince DiCola (Rocky IV) után Göransson a harmadik olyan zeneszerző, aki a Rocky-filmekben közreműködött. A háttérzenét tartalmazó album mellett egy filmzenei album is megjelent, amely főként hiphop stílusú dalokat tartalmaz. Mindkét albumot 2015. november 20-án jelentette meg a WaterTower Music, illetve az Atlantic Records. A „You're a Creed” című dal tartalmazza Bill Conti eredeti zenéjének részleteit, a „Gonna Fly Now” és a „Going The Distance” című művekből.

## Bemutató
2015 februárjának elején a Warner Bros. bejelentette, hogy november 25-re tűzték ki a film amerikai egyesült államokbeli bemutatóját. A dátum egybeesik az 1976-os Rocky nyitójelenetének dátumával; negyven évvel korábban, szintén november 25-én küzdött meg Rocky Spider Ricóval, a film legelső jelenetében.
Magyarországon 2016. január 21-én került a mozikba a film, a Fórum Hungary forgalmazásában. 2015 végén – ismeretlen okok miatt – még kérdéses volt, hogy a hazai mozik egyáltalán bemutatják-e majd a filmet.

## Fogadtatás

### Bevételi adatok
A 35 millió dolláros költségvetésből elkészült film Észak-Amerikában 109,8 millió, míg a többi kontinensen 63,8 millió, világszerte összesen 173,6 millió dolláros bevételt termelt.
Észak-Amerikában a Creed 2015. november 25-én, szerdán került a mozikba, a Dinó tesó és a Victor Frankenstein című filmekkel, továbbá a korábban megjelent, de novemberben a mozikban nagyobb közönség előtt is bemutatott Brooklyn, a Spotlight – Egy nyomozás részletei és a Trumbo című filmekkel közösen. A film a bemutató napján 6 millió dolláros, a bemutató utáni első öt napban pedig 42,6 millió dolláros bevételt hozott, beleértve a nyitóhétvége 30,1 millió dolláros bevételét is – ezzel jegybevételi szempontból a hét harmadik legsikeresebb filmje lett.

### Kritikai visszhang

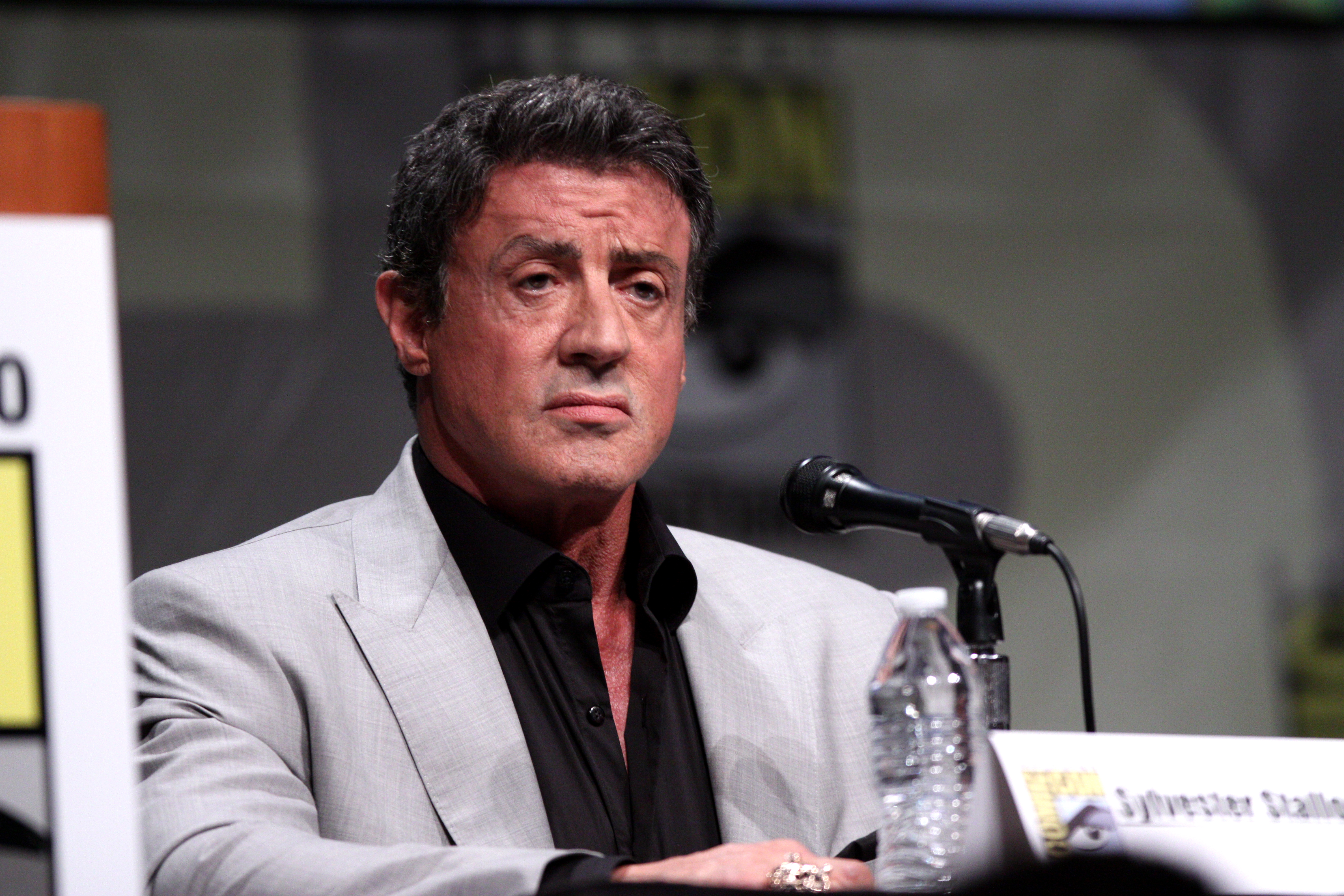
A kritikusok méltatták Sylvester Stallone filmbeli alakítását; a színész többek között egy Oscar-jelölést és egy Golden Globe-díjat is elnyert Rocky Balboa szerepében

A film általános kritikai elismerésben részesült. A Rotten Tomatoes weboldalon 90% feletti minősítést kapott, több mint kétszáz értékelés alapján. A weboldal összegzése szerint „a Creed felsegítette a padlóról a Rocky-franchise-t egy meglepően hatásos hetedik menetre, amely a bokszoló sagáját új és érdekes irányokba viszi el, miközben hű marad a klasszikus elődök alapjaihoz is”. A Metacritic oldalán a film értékelése 82% a 100-ból, negyvenkét kritikus véleménye alapján. A CinemaScore által megkérdezett nézőközönség „A” értékelést adott a filmnek, az angolszász országokban „A+”-tól (legjobb) „F”-ig (legrosszabb) terjedő osztályozás alapján.

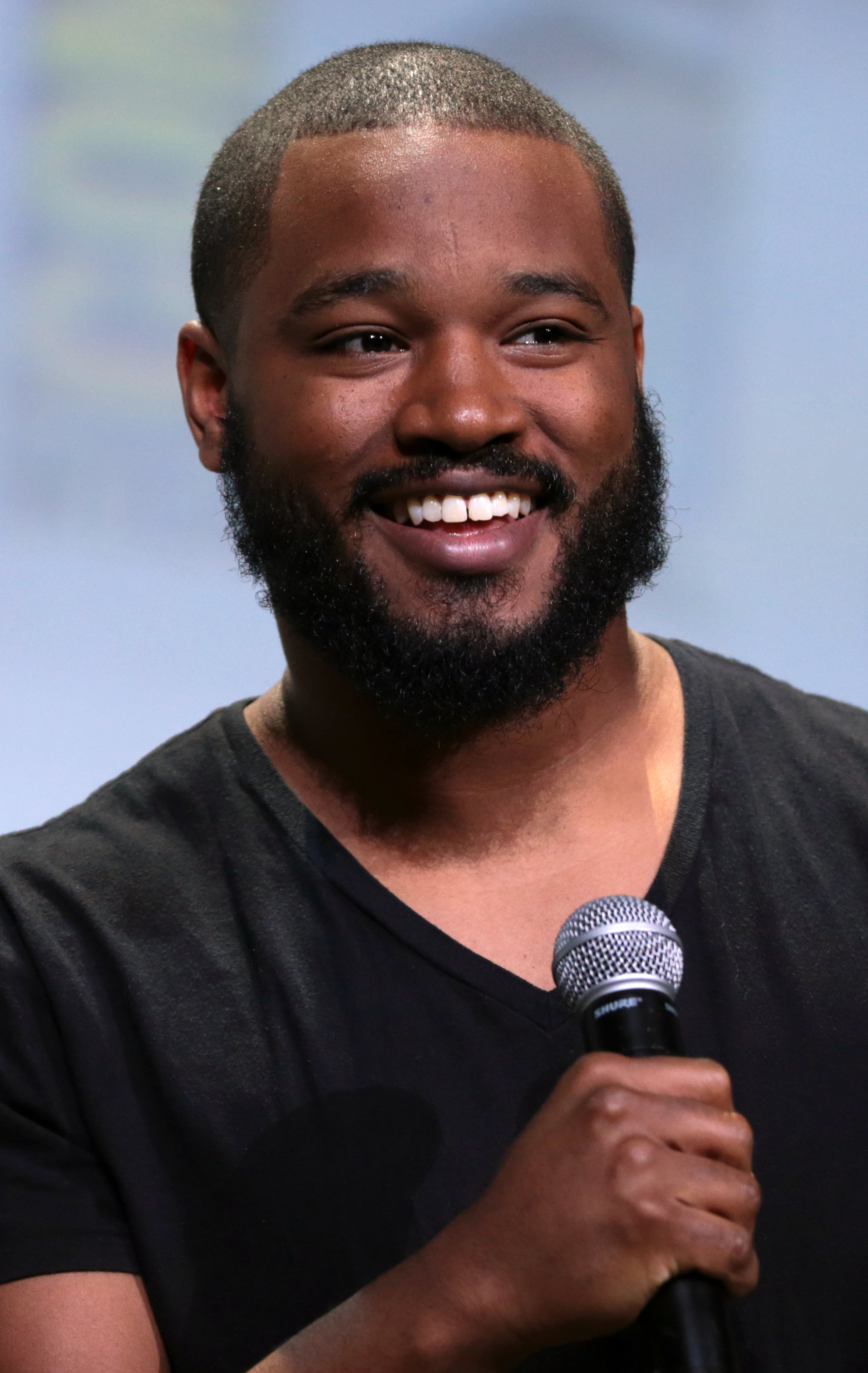
A fiatal rendező, Ryan Coogler szintén pozitív kritikákat kapott a film elkészítéséért

Herman Dhaliwal (A.V. Wire) nagyon pozitívan értékelte a filmet, a következőket írta: „Azt mondom, a film mindent tartalmazott, amit valaha is akartam és még annál is többet. Ez egy olyan film, amely könnyedén annyira rosszul sülhetett volna el, méghozzá olyan sokféle módon, de az eredmények valami olyasmit mutatnak, ami őszinte és inspiráló. A lehető legokosabb módokat választja az általa elmesélendő sztori szempontjából és alapvetően minden olyan módon átadja azt, amilyen módon csak szükséges volt. Ryan Coogler napjaink egyik legjobb feltörekvő rendezőjeként szilárdítja meg önmagát, ahogyan létrehoz egy érzelmes, vicces, lenyűgöző és felemelő filmet, tele erőteljes színészi alakításokkal.” Andrew Barker a Variety-től azt nyilatkozta, hogy a film megfelel elődjei elvárásainak, miközben egy saját, különleges pályát is kialakít.A kritikus méltányolta Stallone és Jordan alakítását, hozzátéve, hogy Stallone elismerést érdemel, amiért esélyt adott a fiatal rendezőnek, Cooglernek és ez a bizalom kifizetődőnek bizonyult. Összefoglalásul Barker azt írta, hogy a rendező „a mainstream filmkészítés szellemes, eleven és üdítően jól megalkotott művét kínálja fel”. Az IGN kritikusa John Lasser 10-ből 8,5-re értékelte a filmet: „a 'Creed' a 'Rocky' történetének tükörképe és mindannyian évtizedeken át végignézhettük, ahogyan a sztori kibontakozik a filmvásznon. Coogler filmje nem tesz semmit, hogy megtörje ezt az öntőformát. Inkább megmutatja, hogy az öntőforma okkal létezik. Jordan kiütéssel felérő színészi teljesítményt nyújt, ahogyan Stallone is. Végső soron mindannyian csak reménykedhetünk abban, hogy Adonist épp olyan sokáig láthatjuk majd viszont a filmvásznon, mint amennyi ideig Rockyt láttuk”.
A hazai filmkritikusok is méltányolták a Creed-et; az Origo.hu kritikájában Huszár András azt írja, hogy „...a vérátömlesztésen átesett széria legújabb fejezete energikus, felvillanyozó bokszolófilm, amely Michael B. Jordan személyében sztárt avat, és egyben gyönyörű alakítást csal elő Stallonéból. Nem esik a túlzott nosztalgia csapdájába, kikeveri az ideális arányt a múltidézés és a jövőbe nézés között.” Az IGN magyar nyelvű weboldalán Zalaba Ferenc is hasonló véleményt fogalmaz meg: „Ryan Coogler szellemes és érzelmes, nosztalgikus, de nem merengő, letisztult és a szó legnemesebb értelmében "egyszerű" történetet mesél két generáció harcáról, a múlt és a jövő összefonódásáról, melyet színpadiasságot mellőző, mégis hatásos bunyójelenetek kötnek össze, no meg Sylvester Stallone egész karrierjét összefoglaló, azt megkoronázó alakítása.” Sergő Z. András (filmtekercs.hu) szerint a Creed: Apollo fia „Klasszikus sportfilm ez minden szokásos fordulattal, hirtelen beütő krízissel, „fel tudsz állni, fiam” fordulatokkal, és persze, hogy fel tudsz állni, és igazából nem az ellenfelet, hanem magadat kell legyőzni. Ami papíron közhely, az a filmben közhely könnyek között. Hiszen semmi újat nem mond a Creed, mégis meg tud hatni.”

### Fontosabb díjak és jelölések
| Díj                                     | Kategória                    | Díjazott(ak)       | Eredmény | Forrás |
| --------------------------------------- | ---------------------------- | ------------------ | -------- | ------ |
| Oscar-díj                               | Legjobb férfi mellékszereplő | Sylvester Stallone | Jelölve  | [ 35 ] |
| Chicago Film Critics Association Awards | Legjobb férfi mellékszereplő | Sylvester Stallone | Jelölve  | [ 36 ] |
| Critic's Choice Awards                  | Legjobb férfi mellékszereplő | Sylvester Stallone | Elnyerte | [ 37 ] |
| Empire-díj                              | Legjobb színész              | Michael B. Jordan  | Jelölve  | [ 38 ] |
| Empire-díj                              | Legjobb rendező              | Ryan Coogler       | Jelölve  | [ 38 ] |
| Golden Globe-díj                        | Legjobb férfi mellékszereplő | Sylvester Stallone | Elnyerte | [ 39 ] |
| Arany Málna díj                         | Arany Málna-megváltó díj     | Sylvester Stallone | Elnyerte | [ 40 ] |
| Houston Film Critics Society            | Legjobb férfi mellékszereplő | Sylvester Stallone | Jelölve  | [ 41 ] |
| Los Angeles Film Critics Association    | Új generáció-díj             | Ryan Coogler       | Elnyerte |        |
| MTV Movie Awards                        | Az Év Filmje                 |                    | Jelölve  | [ 42 ] |
| MTV Movie Awards                        | Legjobb színész              | Michael B. Jordan  | Jelölve  | [ 42 ] |
| National Board of Review                | Legjobb tíz film             |                    | Elnyerte | [ 43 ] |
| National Board of Review                | Legjobb férfi mellékszereplő | Sylvester Stallone | Elnyerte | [ 43 ] |
| New York Film Critics Online            | Legjobb rendező              | Ryan Coogler       | Jelölve  |        |
| New York Film Critics Online            | Legjobb férfi mellékszereplő | Sylvester Stallone | Jelölve  |        |
| Online Film Critics Society             | Legjobb színész              | Michael B. Jordan  | Jelölve  |        |
| Online Film Critics Society             | Legjobb férfi mellékszereplő | Sylvester Stallone | Jelölve  |        |
| Satellite Award                         | Legjobb férfi mellékszereplő | Sylvester Stallone | Jelölve  | [ 44 ] |
| Teen Choice Awards                      | Legjobb filmdráma            |                    | Jelölve  | [ 45 ] |
| Teen Choice Awards                      | Legjobb drámai színész       | Michael B. Jordan  | Jelölve  | [ 45 ] |
| Teen Choice Awards                      | Legjobb drámai színésznő     | Tessa Thompson     | Jelölve  | [ 45 ] |

## Folytatás
2016 januárjában Stallone és Gary Barber, az MGM vezérigazgatója megerősítette a hírt, hogy dolgoznak egy folytatáson, ötletként felmerült Apollo Creed és az őt alakító Carl Weathers visszatérésének lehetősége is. Január 11-én, egyelőre még bizonytalan dátumként, 2017 novembere merült fel, mint a film lehetséges megjelenési időpontja. 2016-ban Coogler bejelentette, hogy az általa rendezett Black Panther című Marvel-filmben Jordan is szerepelni fog, emiatt a Creed folytatása nagy valószínűséggel 2018-ra csúszhat az eredeti időponthoz képest.
Stallone 2017 nyarán egy Instagram-bejegyzésben megerősítette, hogy elkészítette a folytatás forgatókönyvét, melyben Dolph Lundgren Ivan Dragóként tér majd vissza a Rocky IV című filmből.

## Fordítás
Ez a szócikk részben vagy egészben  a   Creed (film) című angol Wikipédia-szócikk fordításán alapul.  Az eredeti cikk szerkesztőit annak laptörténete sorolja fel. Ez a jelzés csupán a megfogalmazás eredetét és a szerzői jogokat jelzi, nem szolgál a cikkben szereplő információk forrásmegjelöléseként.